# Zámky Augustusburg a Falkenlust
Zámky Augustusburg a Falkenlust jsou rokokové zámky v německém Brühlu. Obě budovy byly vystavěny na počátku 18. století na popud arcibiskupa a kurfiřta Clemense Augusta z Kolína. V minulosti i v současné době slouží německé vládě jako reprezentativní budovy. Patří k významným rokokovým i německým památkám.
Od roku 1984 jsou oba zámky součástí světového dědictví UNESCO.

## Historie zámků
Již ve 12. století tu vlastnili kolínští arcibiskupové statek s oborou. V roce 1284 nechal kolínský arcibiskup Siegfried postavit vodní hrad, jehož stavba byla dokončena v roce 1298. Přetrval až do roku 1689, kdy ho během devítileté války vyhodili Francouzi do vzduchu.

### Augustusburg
Zámek Augustusburg nechal na místě bývalého vodního hradu postavit kolínský arcibiskup Clemens August I. Bavorský (1700–1761) z dynastie Wittelsbachů. Krátce poté, co v srpnu 1723 Clemens August vystřídal na místě kolínského arcibiskupa svého strýce Josefa Clemense Bavorského, začali v roce 1725 stavební práce na zámku podle plánů vestfálského architekta Johanna Conrada Schlauna, přičemž byly pro nový zámek použity základy z minulé stavby. Z tohoto důvodu nejsou okenní osy bočních křídel zcela symetricky rozděleny, protože šířka zámku na tomto místě odpovídá staré stavbě. To je neobvyklé v tom, že symetrie je jedním z nejdůležitějších znaků baroka. Zámek je tvořen třemi křídly s valbovou střechou, která uzavírají čestný dvůr.

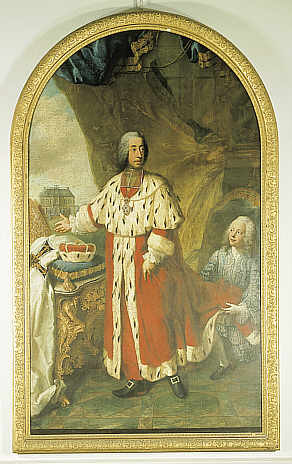
Clemens August, zakladatel zámků Augustusburg a Falkenlust

Další úpravy nové stavby prováděl od roku 1728 mnichovský dvorní architekt François de Cuvilliés, který vytvořil fasády a slavnostní pokoje ve stylu régence a raného rokoka. V té době vznikla i západní strana s galeriemi. V letech 1740 až 1746 vytvořil Balthasar Neumann nádherné schodiště, které je považováno za hlavní dílo německého baroka. Závěrečné práce prováděl Johann Heinrich Roth. V prvním patře se nachází tzv. Gardensaal, který je obložen žlutým a zeleným mramorem. Stropní freska je od Carla Carlona. Od téhož autora je i stropní malba nad schodištěm. Štukatérské práce jsou dílem Giuseppa Artaria, Carla Pietra Morsegna a Josepha Antona Brillieho. Schodiště, které bylo vážně poškozeno za druhé světové války, bylo znovu vybudováno za pomoci polských restaurátorů.
V přízemí jižního křídla se nacházejí komnaty bývalých knížecích biskupů. V zámeckém kostele Panny Marie Andělské, který byl vysvěcen v roce 1493 a dříve patřil františkánskému klášteru, je impozantní hlavní oltář od Balthasara Neumanna. V roce 1735 byl přeměněn na dvorní kostel a přistavěnou oratoří s oranžerií připojen k zámku.
Zámek Augustusburg byl navržen čistě jako lovecký zámek a letní rezidence a proto zde kurfiřt bydlel pouze čtyři až šest týdnů v roce. Hlavními rezidencemi tehdy byli kurfiřtský zámek a palác Poppelsdorf v Bonnu.
Na konci 2. světové války byl zámek vážně poškozen. Již v roce 1946 byly započaty restaurátorské práce. I Falkenlust potřeboval po válce rozsáhlou rekonstrukci. V letech 1949 až 1996 pořádal spolkový prezident na zámku Augustusburg hostiny pro státní hosty. Proto se zde na toto téma konala od 12. března 2008 do 10. srpna 2008 výstava. Natáčel se zde film Tři oříšky pro Popelku.

### Falkenlust

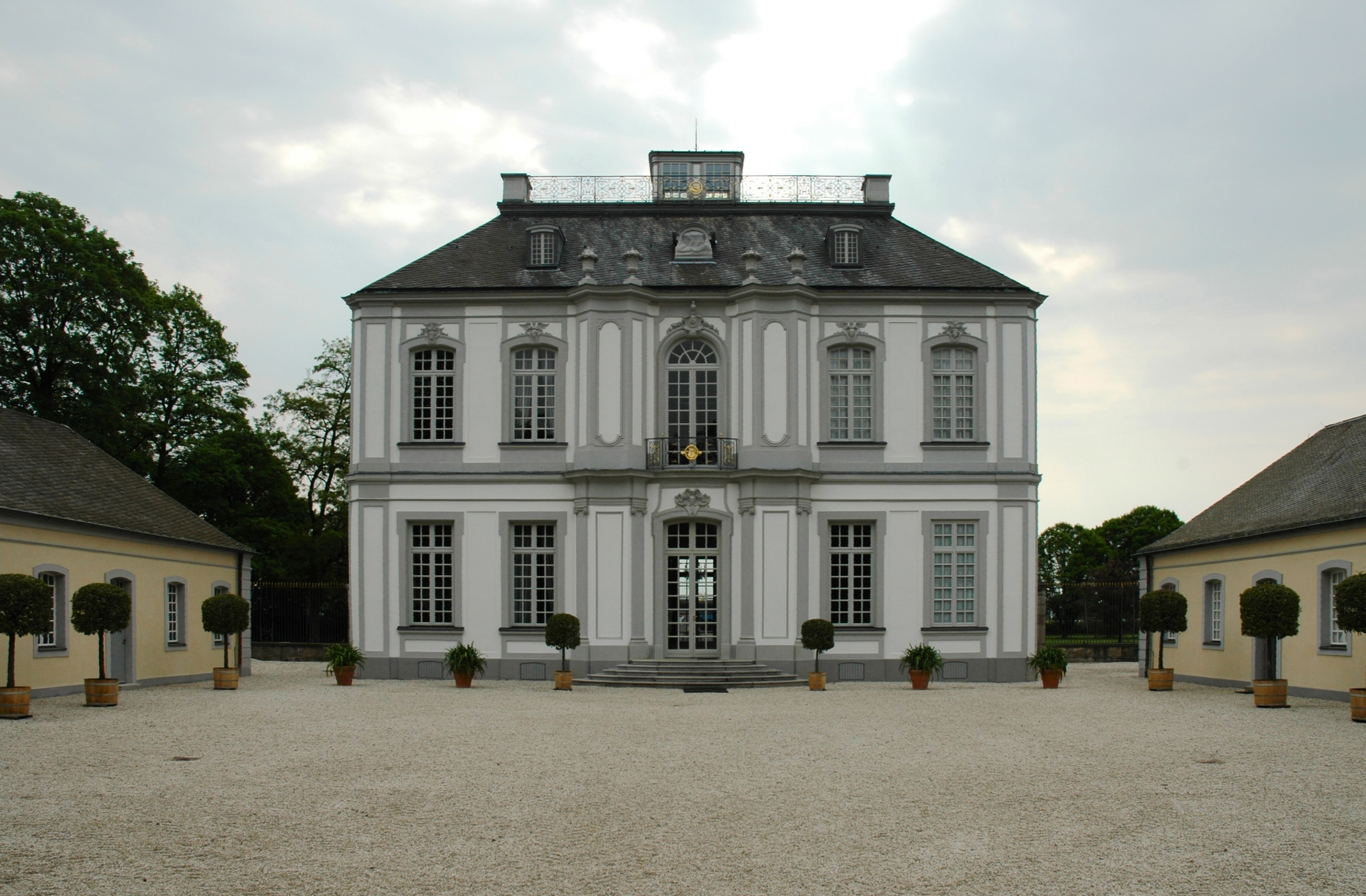
Zámek Falkenlust

Lovecký zámek Falkenlust postavil v letech 1729 až 1740 de Cuvilliés podle vzoru letohrádku Amalienburg v Mnichově. V překladu Falkenlust znamená "sokolí potěšení" a jak tento název napovídá, byl zámek vystaven pro v té době velice oblíbené sokolnictví. Zámeček je lemován dvěma přízemními budovami, z nichž vybíhá do oblouku kovaný plot, který odděluje zámecký dvůr od volné krajiny. Zatímco dvůr je směrem do aleje a k zámku Augustusburg, směřuje opačná strana zámečku do původně neobdělávané honitby. Tento pohled však změnila novější výstavba a zemědělství.
Půdorys loveckého zámku se opírá o Amalienburg. Zámek má na střeše hlavní budovy stejně jako jeho vzor vyhlídkovou plošinu, ze které bylo možné pozorovat lov. V obou patrech zámku se ve střední ose nachází předpokoj, který vede do salonu. Za ním je v každém patře ložnice, kabinet a šatna pro kurfiřta a jednoho hosta.
V jižní části zámku je schodiště, které je ozdobeno holandskými kachličkami. Stropní malba pochází od Laurenze de La Roque a zobrazuje scény ze sokolnictví. Lovecký zámek Falkenlust byl de Cuvilliésem postaven jako letohrádek a jeho místnosti na rozdíl od zámku Augustusburg s jeho reprezentativním využitím mají privátní, útulný a intimní charakter.
V roce 1730 byla v parku loveckého zámku postavena kaple, která je bohatě zdobena mušlemi. Malý oktogon postavil Peter Laporterie a má interiér ve stylu jeskyně.
V letech 1832 až 1960 patřil zámek podnikatelské rodině Gieslerů z Brühlu. Poté přešel do majetku spolkové země Severní Porýní-Vestfálsko.